# ベンズアルデヒドデヒドロゲナーゼ (NAD+)
ベンズアルデヒドデヒドロゲナーゼ (NAD+)（benzaldehyde dehydrogenase (NAD+)）は、次の化学反応を触媒する酸化還元酵素である。
ベンズアルデヒド + NAD+ + H2O {\displaystyle \rightleftharpoons } 安息香酸 + NADH + 2 H+
反応式の通り、この酵素の基質はベンズアルデヒドとNAD+、生成物は安息香酸とNADHとH+である。
組織名はbenzaldehyde:NAD+ oxidoreductaseである。